# Síndrome de abstinência
Síndrome de abstinência é um conjunto característico de sinais e sintomas que ocorrem após a interrupção (ou, em alguns casos, diminuição) do consumo de uma droga, seja ela um medicamento ou uma droga de abuso.
O quadro clínico de uma dada síndrome de abstinência varia de acordo com a droga consumida. A identificação do tipo da droga usada é importante para o tratamento correto, mas o abuso de mais de um tipo de droga é comum.
Algumas drogas atuam como neurotransmissores externos, substituindo os neurotransmissores orgânicos, que "desligam". Se a droga é cortada abruptamente, os processos químicos que permitem a comunicação entre os neurônios são interrompidos, cortando a comunicação do sistema nervoso com o resto do corpo, o que pode, no limite, levar o indivíduo em abstinência à morte. A heroína, principalmente, tem esse efeito. O álcool, a maconha e a cocaína também atuam como neurotransmissores externos, mas em menor intensidade, de modo que as crises de abstinência costumam ser menos graves.
A instalação de uma síndrome de abstinência tende a ser ser mais rápida no caso de drogas de meia-vida mais curta. Seu curso tipicamente varia de alguns dias a duas semanas, mas descrevem-se sintomas que podem persistir por meses, no caso do álcool, do tabaco ou da cocaína (síndrome de abstinência prolongada).
Os sintomas, que estão ligados aos danos causados ao cérebro, apresentam-se durante o estado de sobriedade e podem ser descritos como dificuldade de concentração, problemas de memória, reação emocional exagerada ou apatia, distúrbios ou alterações do sono, problemas de coordenação motora e sensibilidade ao stress. A síndrome de abstinência prolongada pode desencadear recaídas com frequência, mas seus sintomas, geralmente, podem ser revertidos.

## Álcool
A síndrome de abstinência do álcool começa poucas horas depois da interrupção do consumo e pode cursar com insônia, tremores, ansiedade, disforia, náusea ou vômitos, inquietação, agitação, aumento da sudorese, aumento da frequência cardíaca e outros sinais de hiperatividade do sistema nervoso autônomo. Quando mais grave, pode evoluir para convulsões e delirium tremens.  Sua gravidade costuma ser proporcional à quantidade de álcool ingerido em 24 horas e ao número de episódios prévios.

## Opioides
A síndrome de abstinência de opioides cursa com dilatação pupilar, lacrimejamento, rinorreia, bocejos, espirros, anorexia, dores abdominais, náusea, vômitos, diarreia e piloereção. Não causa convulsões nem delirium. Mas, no caso da heroína, por exemplo, a interrupção abrupta da droga pode levar o dependente químico à morte por parada cardíaca, insuficiência respiratória ou desidratação. Isso porque a droga funciona como um neurotransmissor externo, substituindo os neurotransmissores orgânicos na comunicação entre o sistema nervoso e o resto do organismo. Os neurotransmissores orgânicos "percebem" que há um neurotransmissor externo atuando, e "desligam". Quando a heroína é cortada abruptamente, os processos químicos que permitem a comunicação entre os neurônios são interrompidos; a comunicação do sistema nervoso com o resto do organismo é cortada. Isso afeta diretamente os músculos, o sistema cardiorrespiratório e o sistema digestivo. No Brasil, a pessoa dependente de heroína que apresente um quadro de abstinência, deve ser encaminhada a um serviço de emergência médica para ser tratada com doses regulares de metadona, único medicamento que pode ser usado no país para o tratamento do dependente químico dessa droga.

## Crack
O dependente de crack quase não come, nem dorme, o que ocasiona um rápido processo de desnutrição e emagrecimento que é mais intenso que o produzido pela cocaína. Um adulto dependente de crack pode perder até dez quilos em apenas um mês. Além disso, a pessoa se torna negligente nos cuidados do próprio corpo. Neurologicamente, o uso do crack pode levar a dores de cabeça, tonteiras, inflamações dos vasos cerebrais, etc. A alta temperatura da fumaça do crack pode causar lesões na laringe, traqueia e brônquios, o que propicia o aparecimento da pneumonia e da tuberculose. Normalmente há tosse, dor no peito, falta de ar e escarro sanguinolento. Além disso, o crack provoca a liberação de adrenalina, aumento da frequência cardíaca, elevação da pressão arterial, arritmias e, eventualmente, isquemias e infarto agudo do miocárdio. O crack também provoca náuseas, perda do apetite, flatulência, dor abdominal e diarreia. Podem, ainda, ocorrer quadros psiquiátricos graves, como delírios, alucinações, paranoias, etc.
A chamada "fissura" (craving) e sintomas paranoides transitórios são os principais componentes do quadro de abstinência do crack. A "fissura" é frequentemente referida como uma necessidade imprescindível para o corpo, indispensável à vida, e descrita como uma vontade "pior que a fome". A abstinência causa grande sofrimento físico e psíquico; o indivíduo é tomado por grande ansiedade e pensamentos obsessivos sobre as maneiras de obter a droga. O indivíduo não consegue ficar parado: "o corpo dói, a mente dói, o coração gela, a boca do estômago trava". O objetivo da procura obcecada por crack não é somente obter prazer, mas também aliviar seu mal-estar. Os contornos obsessivos da "fissura" pelo crack tiram do indivíduo a sua capacidade de escolha e o seu discernimento, embora ele seja consciente da sua degradação física e moral. Devido às semelhanças sintomáticas entre a dependência e o transtorno obsessivo-compulsivo, ambos dividem etiologia similar.
Embora as mortes durante o processo de desintoxicação sejam frequentes, não há relação comprovada entre a morte de usuários de crack (mistura da pasta-base de cocaína refinada com bicarbonato de sódio e água) e a abstinência da droga, diferentemente do que ocorre no caso de dependentes de álcool e de heroína. Segundo os especialistas, essas mortes seriam causadas pela associação da dependência química com inanição ou outras doenças.
Em 1999, pesquisadores da Unifesp publicaram o resultado de um estudo clínico baseado em relatos espontâneos de usuários de crack submetidos à sua primeira avaliação psiquiátrica, na qual reportaram o uso de maconha para aliviar os sintomas da abstinência. Durante nove meses, os pesquisadores monitoraram 25 pacientes, com idades entre 16 e 28 anos, fortemente dependentes do crack, conforme diagnosticado mediante aplicação da Composite International Diagnostic Interview (CIDI) e conforme os critérios da CID-10 e do DSM-IV. Segundo os pesquisadores, 17 (68%) desses indivíduos pararam de usar o crack e relataram que o uso da cannabis havia aliviado os sintomas da "fissura" (craving) e produzido mudanças subjetivas e comportamentais, ajudando-os a superar a dependência do crack.
A ibogaína também é uma droga promissora no tratamento da dependência do crack, em alguns casos. Mas "tratar dependência é algo complexo, é algo que não se resolve num estalar de dedos", diz o psiquiatra Dartiu Xavier da Silveira, líder de uma equipe da Universidade Federal de São Paulo que está pesquisando o uso da substância no tratamento de dependentes químicos. A ibogaína é produzida a partir da raiz da iboga, uma planta arbustiva da família das Apocináceas nativa da África Central e tradicionalmente usada em rituais religiosos.

## Cocaína
A síndrome de abstinência de estimulantes como a cocaína e as anfetaminas assemelha-se a um episódio depressivo, cursando com cansaço, hipersonia, humor depressivo ou irritável e variação do apetite.
Não há necessariamente um padrão de consumo diário de cocaína. É característico o binge (isto é, o uso intenso, repetido em intervalos muito curtos), alternado com pequenos períodos de redução do consumo ou de abstinência, sem a intenção de abandonar definitivamente o uso da droga. Uma vez cessada a euforia proporcionada pela substância, sobrevém a depressão. Assim, durante a abstinência, períodos de desejo intenso pelo consumo da cocaína (craving ou "fissura") e outros sintomas de abstinência, tais como fadiga, anedonia e depressão, acabam por levar o indivíduo a voltar ao uso da droga, estabelecendo o círculo vicioso da dependência química. Estudos com pacientes mostram que os níveis dopaminérgicos extracelulares caem e não são normalizados antes de um período de 12 horas, sendo que o grau de supressão da liberação de dopamina é proporcional ao número de horas de uso prévio contínuo da cocaína. Estudos com animais demonstram o envolvimento de outros mecanismos nesse processo, tais como a deficiência na neurotransmissão serotoninérgica. Uma síndrome de abstinência bem definida é observada em muitos usuários crônicos ou mesmo naqueles que utilizam a droga durante poucos dias, em binge.
A abstinência de cocaína ocorre tipicamente em três fases, em que se observa a progressão dos sinais e sintomas que seguem à cessação do uso da droga:
1. Crash, isto é, uma drástica depressão de humor e redução de energia que ocorre entre 15 e 30 minutos após cessado o uso da droga e pode durar de oito horas a até quatro dias. O crash está associada à depleção de neurotransmissores na fenda sináptica em decorrência do uso da cocaína. O usuário pode sentir depressão, ansiedade, paranóia e um intenso desejo de consumo da droga, que diminui depois de uma a quatro horas, quando a "fissura" pelo uso da droga é substituído pela "fissura" pelo sono: instala-se então uma hipersonia, com aversão ao uso de mais cocaína. O indivíduo desperta algumas vezes para comer, ingerindo grande quantidade de alimento, e volta a dormir.
2. Síndrome disfórica tardia: inicia-se após o crash, isto é, entre 12 e 96 horas após cessado o uso, podendo durar de duas a 12 semanas. Nos primeiros quatro dias, o indivíduo apresenta forte sonolência e intenso desejo pelo consumo da droga. Após esse período inicia-se uma síndrome de abstinência prolongada, disfórica, marcada por anedonia, irritabilidade e apatia, além da "fissura" (craving), de intensidade variável conforme o indivíduo. O usuário pode ficar deprimido, apresentar problemas de memória e manifestar ideação suicida. Nessa fase os riscos de recaída são maiores, dada a dificuldade do indivíduo em suportar os sintomas disfóricos da fissura (ansiedade, depressão, inquietude).
3. Fase de extinção: fase em que os sintomas disfóricos diminuem ou cessam por completo. A "fissura" passa a ocorrer de forma intermitente, tendendo a diminuir de intensidade, ao longo de meses ou, até mesmo, anos.

A severidade da síndrome de dependência e de abstinência de cocaína depende da intensidade do consumo anterior e da presença de transtornos psiquiátricos comórbidos. A maior dificuldade é superar a fissura, que pode ser de dois tipos: anedônico e condicionado. O anêdonico tem como fonte a incapacidade de ter prazer e gera o desejo pelo efeito estimulante da droga. O condicionado é desencadeado por estímulos ambientais que fazem o indivíduo recordar-se de momentos em que vivenciou sensações euforizantes. Apesar de todas as dificuldades, a síndrome de abstinência de cocaína não chega a colocar em risco a vida usuário, sendo considerada segura quando conduzida com conhecimento técnico e em ambiente adequado.